# Thomas Bourchier of Horsley
Sir Thomas Bourchier of Horsley († 1512) war ein englischer Ritter.

## Leben
Er war der jüngste Sohn von John Bourchier, 1. Baron Berners und Margery (auch Margaret) Berners, eine Tochter des Sir Richard Berners. Er war über seine Großmutter, Anne of Gloucester, mit dem Haus Plantagenet verwandt und ein jüngerer Bruder von Humphrey Bourchier.
Thomas Bourchier begann seine Karriere bei Hofe 1461 als Sewer to the King und wurde später Esquire to the King Body.
Bourchier diente, wie sein Vater, als Constable of Windsor Castle, als Goaler of the utter gate und vertrat als Knight of the Shire die Grafschaft Surrey von 1472 bis 1475 im Parlament.
Im Zuge der Feierlichkeiten zur Vermählung des zweiten Sohnes König Eduard IV., Richard of Shrewsbury, 1. Duke of York, wurde Thomas Bourchier am 17. Januar 1478 zum Knight of the Bath geschlagen.
Bis zum Tod Eduard IV. im April 1483 diente Sir Thomas als Knight of the Kings Body.
Nach dem Tod des Königs unterstützte Sir Thomas zunächst dessen Bruder Richard, Duke of Gloucester, als dieser aber die Krone an sich riss, rebellierte Sir Thomas offen. Sir Thomas schloss sich 1483 dem als Buckingham´s Rebellion bekannten Aufstand an und wurde wegen Hochverrats angeklagt. Bourchier gehörte auch zu einer Gruppe, die versuchte gewaltsam die Prinzen im Tower zu befreien. Auf seinen Kopf wurde eine Belohnung von 500 £ ausgesetzt, er erhielt aber später Pardon.
Als Henry Tudor, Earl of Richmond, 1485 in Wales landete und mit seiner Armee Richtung Bosworth marschierte, beauftragte Richard III. seinen Vertrauten Robert Brackenbury damit Sir Thomas Bourchier und Walter Hungerford of Farleigh in Gewahrsam zu nehmen und in sein Feldlager zu bringen, da er beiden misstraute und befürchtete, dass sie zu Henry Tudor überlaufen könnten. Bourchier und Hungerford gelang aber die Flucht und beide stießen zur Armee Tudor´s.
Am 22. August 1485 kämpfte Sir Thomas für Tudor bei der Schlacht von Bosworth. Für seinen König Heinrich VII. kämpfte Sir Thomas auch 1497 bei der Schlacht von Deptford Bridge gegen Aufständische aus dem Cornwall.
Sir Thomas starb 1512.